# Travaliu obstrucțional
Travaliul obstrucțional, cunoscut și sub numele de travaliu distocic, este atunci când deși uterul se contractă normal, bebelușul nu trece de pelvis în timpul nașterii deoarece este fizic blocat.

## Simptome
Complicațiile pentru copil includ neprimirea suficientă de oxigen ce ar putea duce la deces. Acesta crește riscul mamei de a suferi o infecție, având ruptură uterină sau sângerare post-partum Complicațiile pe termen lung pentru mamă includ fistula obstetrică. Se spune că travaliul obstrucțional este rezultatul unui travaliu prelungit, atunci când faza activă a travaliului durează mai mult de douăsprezece ore.

## Cauze și diagnoză
Principalele cauze ale travaliului obstrucțional includ: un făt mare sau poziționat anormal, un pelvis mic și probleme la canalul de naștere. Poziționarea anormală include distocia umărului atunci când umărul anterior nu trece de osul pubian. Factorii de risc pentru un pelvis mic includ malnutriția și o lipsă de expunere la soare, cauzând deficiență de vitamina D. De asemenea, este mai comună în timpul adolescenței deoarece este posibil ca pelvisul să nu fi crescut suficient. Problemele la canalul de naștere includ un vagin și un perineu îngust, ce ar putea fi cauzate de mutilarea genitală a femeilor sau tumori. Un grafic al sarcinii este, de obicei, utilizat pentru verificarea evoluției sarcinii și pentru diagnosticarea problemelor. Acesta, împreună cu examinarea fizică, pot identifica travaliul obstrucțional.

## Gestionare și epidemiologie
Tratamentul travaliului obstrucțional poate include secțiunea cezariană sau extracția prin aspirare cu o posibilă deschidere chirurgicala a simfizei pubiene. Alte măsuri includ: menținerea unui nivel ridicat de hidratare a femeii și administrarea antibioticelor dacă membranele au fost rupte timp de mai mult de 18 ore. În Africa și Asia, travaliul obstrucțional afectează între 2 și 5% a nașterilor. În 2013, acesta a dus la 19.000 de decese, în scădere de la 29.000 de decese în 1990 (aproximativ 8% dintre toate decesele legate de sarcină). Majoritatea deceselor cauzate de această boală apar în țările în curs de dezvoltare.